# Souleymane Wane
Souleymane Wane (ur. 28 stycznia 1976 w Dakarze) – senegalski koszykarz grający na pozycji środkowego. Mistrz dywizji I NCAA z 1999 roku. Reprezentant kraju, wicemistrz Afryki z 2005 roku. Posiada również amerykańskie obywatelstwo.

## Życiorys
Wane w 1997 roku rozpoczął studia na uczelni University of Connecticut, gdzie przez 4 kolejne sezony występował w drużynie koszykarskiej Connecticut Huskies, grającej w dywizji I NCAA. W 1999 roku, wraz z tą drużyną, został mistrzem NCAA. W sumie w ciągu 4 lat gry w rozgrywkach uniwersyteckich rozegrał 121 meczów, w których zdobył 393 punkty i 493 zbiórki. W 2001 roku zgłosił się do udziału w drafcie NBA, jednak nie został w nim wybrany.
W sezonie 2001/2002 występował w bośniackim klubie KK Sloboda Tuzla. W barwach tej drużyny grał w rozgrywkach Ligi Adriatyckiej, wystąpił w 22 meczach, zdobywając średnio po 11,4 punktu i 6,3 zbiórki na mecz. W sezonie 2002/2003 został zawodnikiem japońskiego OSG Phoenix, w którym zdobywał przeciętnie po 20,6 punktu i 12 zbiórek na mecz. Został wówczas 5. najlepszym zbierającym ligi japońskiej, a, wraz ze swym klubem, zdobył także brązowy medal całych rozgrywek.
Latem 2003 roku początkowo był testowany przez niemiecki zespół Brandt Hagen, jednak klub nie podpisał z nim kontraktu. Ostatecznie sezon 2003/2004 spędził w AZS Koszalin. W 26 spotkaniach Polskiej Ligi Koszykówki zdobywał średnio po 15,8 punktu, 10,2 zbiórki i 0,9 bloku na mecz. Był najlepszym zbierającym ligi, 2. zawodnikiem pod względem średniego wskaźnika evaluation i 10. blokującym oraz punktującym całych rozgrywek. W lipcu 2004 roku został zawodnikiem niemieckiego Gießen 46ers, w którym występował przez kolejne 2 sezony (2004/2005 i 2005/2006). W tym czasie rozegrał 55 meczów ligowych, w których zdobywał średnio po 8,3 punktu i 7,9 zbiórki na mecz. W latach 2007–2008 występował jeszcze w kanadyjskim klubie Manchester Mill Rats.
Ostatecznie, w wyniku problemów z kolanami i stawem biodrowym, zakończył karierę w wieku 29 lat.
Wane został powołany do seniorskiej reprezentacji swojego kraju w 1999 roku – wystąpił wówczas w mistrzostwach Afryki, w których Senegal zajął 7. pozycję. Wraz z reprezentacją Senegalu wystąpił także na tej imprezie sześć lat później, zdobywając wówczas wicemistrzostwo kontynentu.
Wane urodził się i wychowywał w Dakarze. Do Stanów Zjednoczonych przyjechał w październiku 1995 roku. Jest żonaty, ma dwóch synów. Po zakończeniu kariery koszykarskiej początkowo mieszkał w Dracut (miasto rodzinne jego żony), a od 2009 roku mieszka w Lowell. Pracuje jako nauczyciel języka francuskiego, jest także asystentem trenera w zespole UMass Lowell River Hawks, drużynie koszykarskiej uczelni University of Massachusetts Lowell. Zna 5 języków: francuski, angielski, hiszpański, arabski i wolof. Jesienią 2012 roku otrzymał amerykańskie obywatelstwo.